# Kappa Hydrae
Kappa Hydrae (κ Hydrae, förkortat Kappa Hya, κ Hya) som är stjärnans Bayerbeteckning, är en ensam stjärna belägen i den mellersta delen av stjärnbilden Vattenormen. Den har en skenbar magnitud på 5,06, är en misstänkt variabel stjärna (magnitud 3,87 till 3,91) och är synlig för blotta ögat där ljusföroreningar ej förekommer. Baserat på parallaxmätning inom Hipparcosuppdraget på ca 7,5 mas, beräknas den befinna sig på ett avstånd på ca 440 ljusår (ca 134 parsek) från solen.

## Nomenklatur
Kappa Hydrae var en av de stjärnor som benämndes av astronomen Al Tizini från 1600-talet som Al Sharāsīf ( ألشراسيف ), ”revbenen” (av Hydra), som inkluderade stjärnorna från Beta Crateris västerut via Kappa Hydrae.

Enligt stjärnkatalogen i Technical Memorandum 33-507 - A Reduced Star Catalog Containing 537 Named Stars var Al Sharāsīf benämningen på två stjärnor: Beta Crateris som Al Sharasīf II och Kappa Hydrae som Al Sharasīf I.

## Egenskaper
Kappa Hydrae är en blå till vit stjärna i utveckling från huvudserien till underjättestadiet och av spektralklass B4 IV/V. Den har en massa som är ca 5 gånger större än solens massa, en radie som är ca 3,4 gånger större än solens och utsänder från dess fotosfär ca 328 gånger mera energi än solen vid en effektiv temperatur av ca 16 200 K.
Kappa Hydrae kan vara en variabel stjärna, vilket betyder att den genomgår upprepade fluktuationer i magnitud med minst 0,1 enheter.